# Komuna e Kurveleshit
Komuna e Kurveleshit är en kommun i Albanien.   Den ligger i prefekturen Qarku i Gjirokastrës, i den södra delen av landet, 120 km söder om huvudstaden Tirana.
Trakten runt Komuna e Kurveleshit består till största delen av jordbruksmark.  Runt Komuna e Kurveleshit är det ganska glesbefolkat, med 47 invånare per kvadratkilometer.